# グアンタナモ湾収容キャンプ

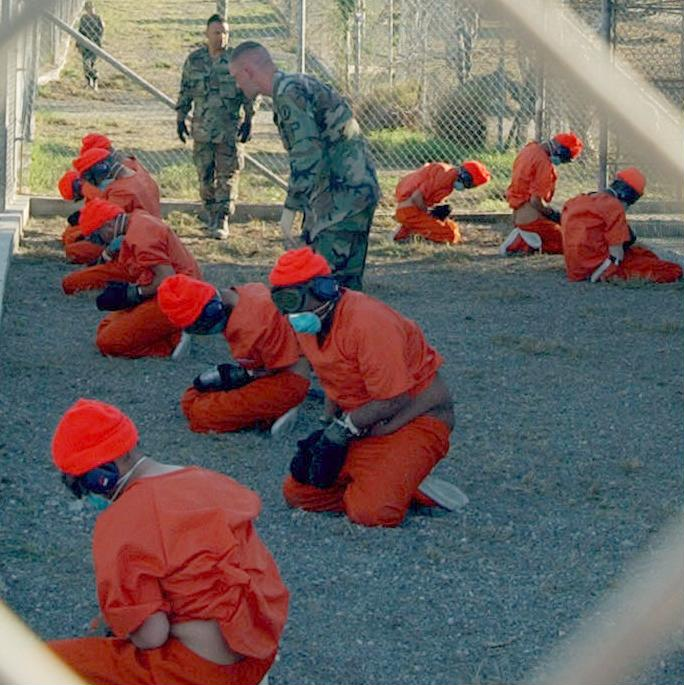
エックスレイ・キャンプに到着間際の収監者たち。2002年1月11日。

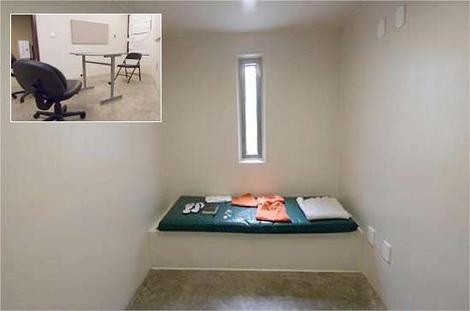
David Hicksが収監されていた独房。左上は読書室と言う名前の部屋（ただし本は存在しない）。2006年11月。

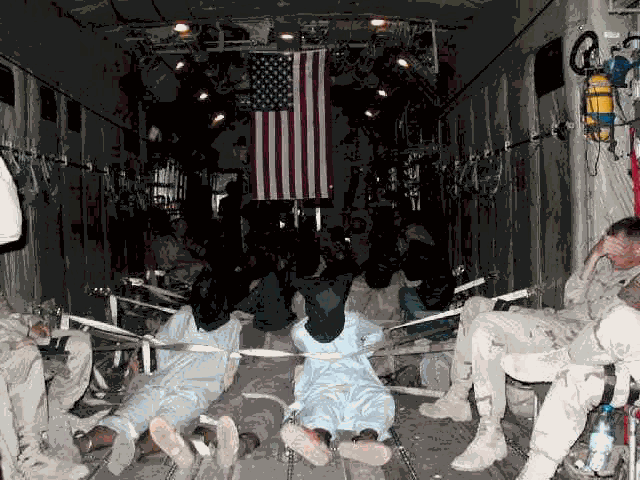
飛行機でグァンタナモ基地へ輸送されている途中の収監者たち。

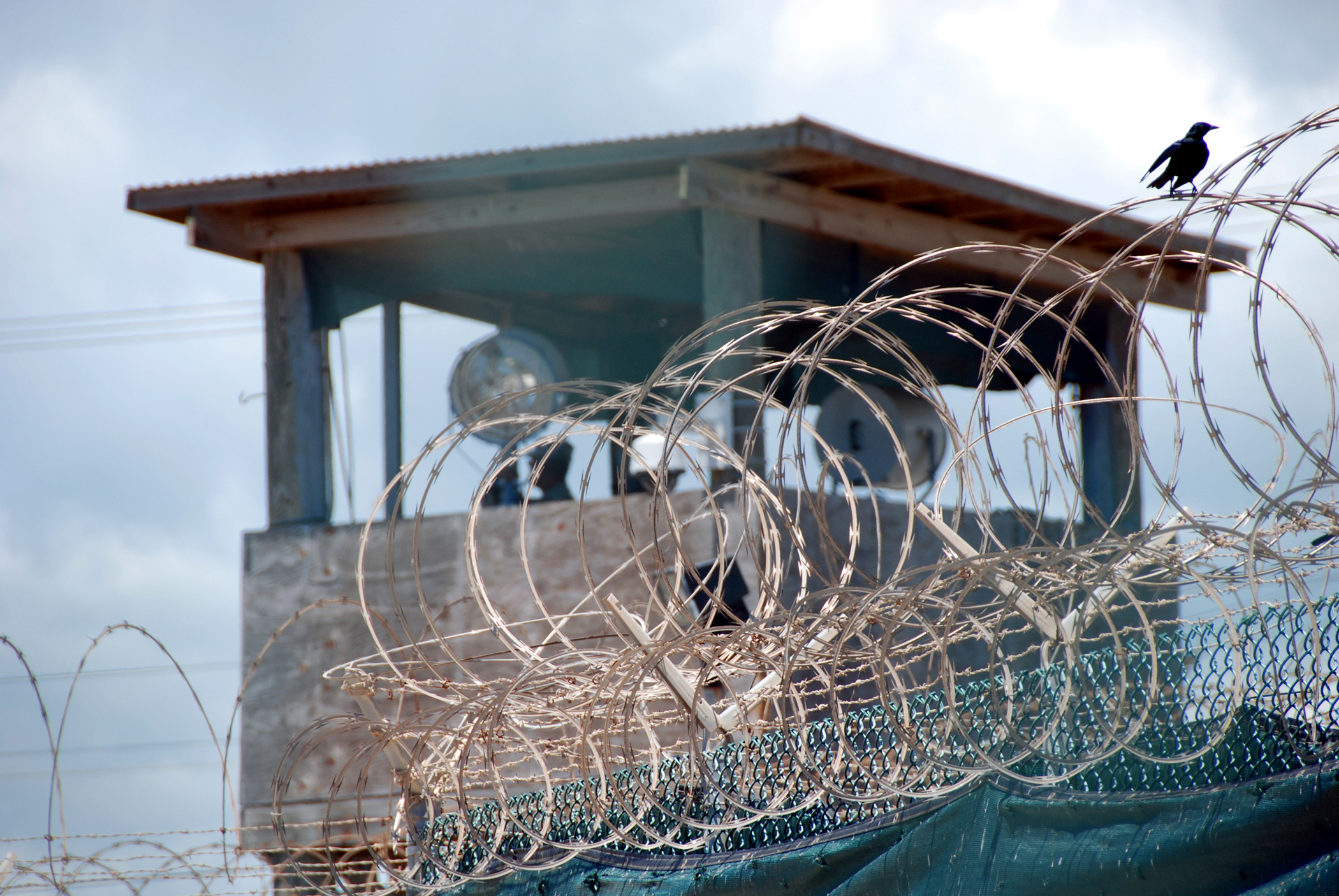
監視塔

グアンタナモ湾収容キャンプ（グアンタナモわんしゅうようキャンプ、英語: Guantanamo Bay detention camp、Guantánamo, G-Bay、Gitmo、GTMO）は、キューバのグアンタナモ湾のグァンタナモ米軍基地に設置されているアメリカ南方軍グアンタナモ共同機動部隊運営の収容キャンプ。 2002年にジョージ・W・ブッシュ政権時に設立されアフガニスタン紛争およびイラク戦争の過程でアメリカ軍によってテロに関与しているか何らかの情報を持っていると疑われて強制連行ないし逮捕された数多くの人物が収容、監禁、拘禁されているが、法の適正プロセスを規定したアメリカ合衆国憲法修正第5条や修正第14条に違反する違法な拘束であると批判を受けており、キューバ政府は同基地の返還を求めている。

## 施設
- キャンプ・デルタ（Camp Delta） - 2002年4月建設。キャンプ1から6、およびキャンプ・エコーの総称。
  - Camp one - April 2002 -- open air cages, but with plumbing
  - Camp two - open air cages, but with plumbing
  - Camp three - open air cages, but with plumbing
  - Camp four - more pleasant surroundings for the most compliant detainees
  - Camp five - permanent facility modeled after a bureau of prison maximum security facility
  - Camp six - permanent facility modeled after a bureau of prison maximum security facility
  - Camp Echo - isolation cells, and cells where detainees are held prior to meeting their lawyers
- キャンプ・イグアナ（Camp Iguana） - 児童の収容（2004年閉鎖）。2005年に再開。
- キャンプ・エックスレイ（Camp X-Ray） - 2002年1月から4月。一時的収容、被収容者はキャンプデルタへ移送。
- Guantanamo psychiatric ward - 2003年3月開設。
- Strawberry Fields - CIAにより運営。
- Camp seven
- Camp No (Camp seven)

## 略史
- 1970年代以降、グアンタナモ湾海軍基地はキューバおよびハイチからの難民居住として使用。
- 2001年、アフガニスタン紛争による被収容者が到着。
- 2002年、設立。
- 2002年1月11日、最初の20名の被収容者を搬送。
- 2003年、イラク戦争による被収容者を搬送。以来、被収容者は増加、パキスタン系イギリス人（後に釈放）、イラク系カナダ人（後に釈放）、イギリス人、オーストラリア人がテロ容疑者または関係者として収容されたが、これらの容疑者はテロリストと見なされれば裁判にかけられることもなく逮捕・長期勾留されるようであり、“犯罪者”と“捕虜”の処遇を使い分けるアメリカ政府の都合で無期限に勾留されるので問題となっていた（捕虜であればジュネーヴ条約を適用する義務があるが犯罪者にその必要はなく、また当地はアメリカではないので合衆国憲法権利章典の効力は及ばないなど国内法、国際法が適用されないことで有名である。しかしそもそも軍人ではない一般の犯罪者を、軍施設に拘禁する事が人道的に問題がある可能性をはらんでいる）。
- 2004年9月22日、アフガニスタンから10名を搬送。
- 2004年11月、米軍は被収容者に対して心理的、時に物理的な強制を加えており、拷問に等しいとする赤十字国際委員会の報告書がリーク[1]、2006年5月にはアムネスティ・インターナショナルからも「世界の人権状況に関する年次報告書」によって、「対テロ戦争を口実にした収容所での人権侵害」と告発された。2008年12月から2009年4月にかけて発表されたアメリカ合衆国上院軍事委員会の報告書によれば、尋問方法は朝鮮戦争時代に中国が米軍の捕虜に行った洗脳を取り入れたものであった[2][3]。
- 2008年11月、アメリカ大統領に当選したバラク・オバマは、同施設の閉鎖を支持しておりアメリカ連邦裁判所は一部の収容者の釈放を命令している（この時点の収容者は約250人）。
- 2009年1月22日、バラク・オバマは対テロ特別軍事裁判所の運用停止と1年以内の収容所閉鎖を命令（大統領令13492号）。
- 2009年11月にはオバマ政権の法律顧問で就任1年以内の閉鎖を強く支持しているとされたグレッグ・クレイグが解任[4][5]。
- 2010年9月、バラク・オバマ大統領は「引き続き収容所の早期閉鎖」を目指すと発表。
- 2010年12月、ジェームズ・クラッパー国家情報長官がグアンタナモ空軍基地からの釈放者の最大25%がテロ活動に復帰していると発表。その際の報道によれば、この時点で170人以上がなお収容されている[6]。
- 2013年4月11日（アメリカ時間）、収容所の即時閉鎖を求めるデモや集会がアメリカ各地で行われ、25の人権団体から連名でオバマ大統領宛に書簡が送られた。収容所では2月から収容者がハンガーストライキを行っている。
- 2014年12月7日、グアンタナモ湾収容キャンプに収容されている6人を受け入れる方針を示していたウルグアイに、アメリカ軍機で輸送されたその6人が到着した[7]。これに関してウルグアイ政府は、「ウルグアイは世界中から移民を受け入れて成り立ってきた国であり、また平和のための国際的手段の世界の前衛として、歴史的に多くの難民などを受け入れてきた。グアンタナモ収容者の受け入れは、このようなウルグアイの歴史の延長線上にあり、人道的な理由によるものである。ウルグアイ政府は難民申請に応じ、彼らに対し、国際的人権保護の基準を厳密に維持するものである。また、兄弟国キューバへの封鎖の解除、プエルトリコ独立の闘志で政治的囚人のオスカル・ロペス・リベラ及びキューバ人囚人アントニオ・ゲレロ、ラモン・ラバニーニョ、ヘラルド・エルナンデスの釈放を改めて要求する」という見解を表明した[7]。
- 2016年9月、アメリカ国家情報長官室は報告書を発表し、2009年1月以降に釈放された収容者161人のうちが9人がテロ支援活動に復帰し、11人が復帰した可能性があるとした[8]。
- 2018年段階の収容者は40人。同時多発テロの実行者など大物も含まれるが、大半（40人中26人）は釈放するには危険すぎるとの理由だけで拘束が続けられている[9]。
- 2021年2月12日、ジョー・バイデン大統領は、記者から「任期中に収容キャンプを閉鎖するのか」との質問を受け、「それを私たちが目指していることは確かだ」と述べた[10]。
- 2022年4月2日、収容されていた男1人が母国アルジェリアへと移送され、収容者は残り37人となった[11]。

## 解放された収容者の動向
2013年にまとめられたアメリカの報告書では、グアンタナモから解放された収容者のうち16.6％が再びテロ活動に戻ったとのデータがある。2007年に解放されたアブドゥル・カユム・ザキールは、ターリバーンに復帰後に組織内で頭角を現し、2021年のカブール陥落で司令官として活動した。反政府組織などで活躍する人物が存在する一方、ロシアや中華人民共和国ではグアンタナモ出身者に少なからずCIAに取り込まれた人物がいるとの推測もされている。